# Le Lac Keitele
Le Lac Keitele est un tableau réalisé par le peintre finlandais Akseli Gallen-Kallela en 1905. Cette huile sur toile est un paysage représentant la surface du lac Keitele, en Finlande, alors que le vent barre de bandes horizontales le reflet de nuages blancs visibles dans le lointain, au-delà d'un îlot recouvert d'un bosquet. Cette œuvre est conservée à la National Gallery, à Londres, au Royaume-Uni.